# Pointe-à-l'Église (Louisiane)
Pointe-à-l'Église (Church Point en anglais) est une ville située dans la paroisse civile de l'Acadie, en Louisiane (États-Unis).

## Histoire
À la fin du XVIIIe siècle, les pionniers cadiens créèrent des clairières en brûlant les taillis, de la même manière que les Amérindiens brûlaient dans le but de faire pousser des pâturages susceptibles d'attirer des troupeaux de bisons. Étienne d'Aigle III, descendant d'immigrants venant de la ville de Québec, créa en 1843 une clairière connue sous le nom de Plaquemine Brûlé, près du bayou Mermenteau. Il s'agit du premier colon à s'installer sur ce qui allait devenir Pointe-à-l'Église.
Comme d'autres familles furent attirées par l'endroit, les missionnaires jésuites répondirent à la demande spirituelle en établissant une chapelle en 1848 sur un terrain offert par les frères d'Étienne d'Aigle III. C'est alors que l'implantation prit le nom de Church Point, en référence à la pointe de l'église qui était visible à plusieurs lieues aux alentours.
La première école de la ville fut créée en 1856 et le premier bureau de poste en 1873. En 1887, les habitants de la Pointe-à-l'Église et des localités environnantes votèrent pour se regrouper au sein de la nouvelle paroisse de l'Acadie.

## Arts et culture

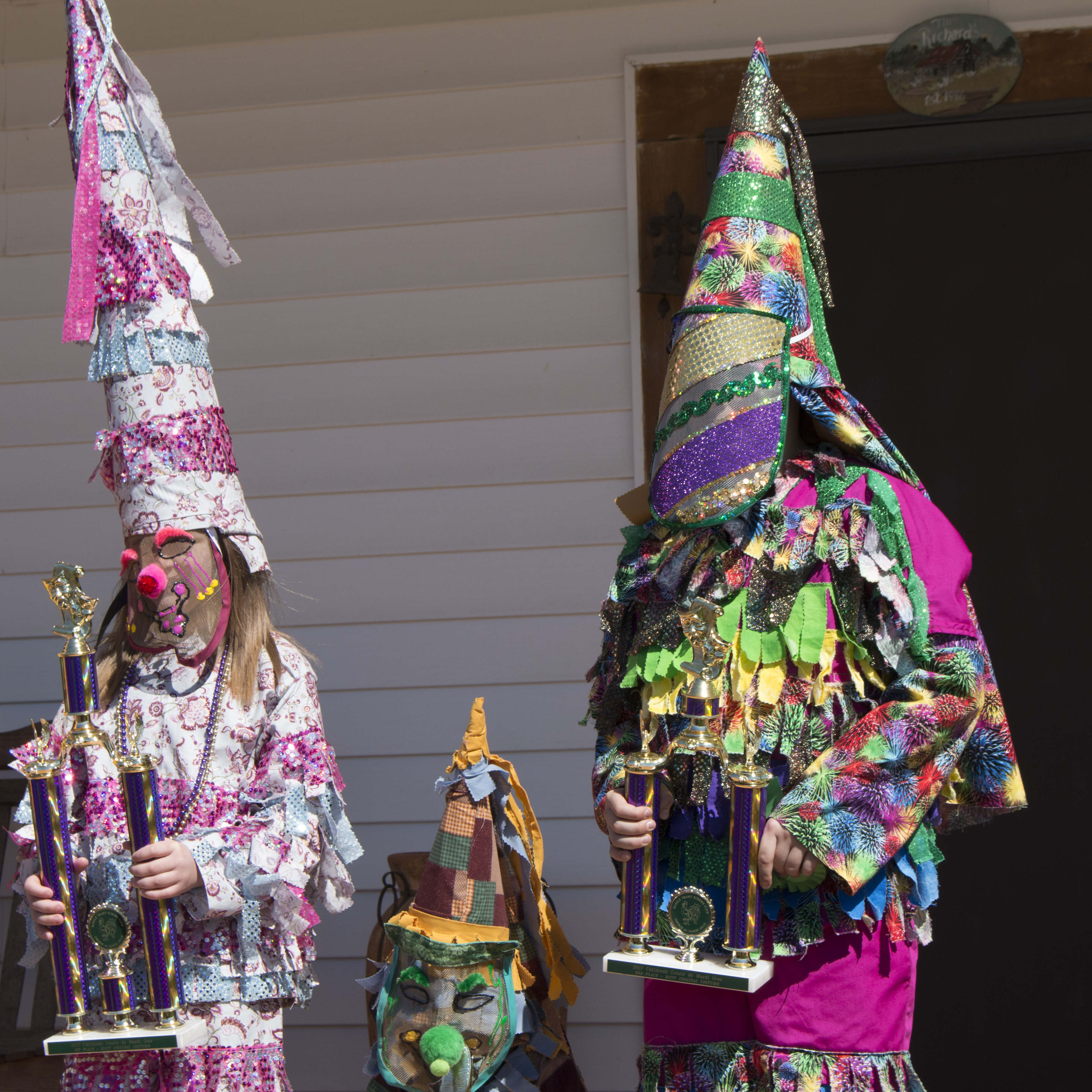
Le prix du "costume le plus original" est décerné au Courir de Mardi Gras 2017

Pointe-à-l'Église est jumelée depuis 1987 avec le village acadien de Pointe-de-l'Église, situé dans la province canadienne de Nouvelle-Écosse. La ville se considère comme la "capitale mondiale de la musique cadienne". Chaque deuxième dimanche du mois de novembre (Cajun Day), un(e) musicien(ne) cadien(ne) est honoré(e) par la municipalité.

## Démographie
D'après le recensement de 2010, la ville était composé de 60,9 % de Blancs, 36,1 % de Noirs, 0,3 % d'Amérindiens, 0,1 % d'Asiatiques, 1,4 % de métis et 1,2 % d'autres groupes ethniques.

## Jumelages
- Pointe-de-l'Église (Canada)
- Bertrix (Belgique)